# Brachymonas
Brachymonas es un género de bacterias gramnegativas de la familia Comamonadaceae. Fue descrito en el año 1995. Su etimología hace referencia a unidad pequeña. Son bacterias aerobiaa e inmóviles. Catalasa y oxidasa positivas. Consta de dos especies: Brachymonas chironomi, aislada de un insecto; y Brachymonas denitrificans, aislada de aguas residuales. 